# Orchimantoglossum lacazei
Orchimantoglossum lacazei là một loài thực vật có hoa trong họ Lan. Loài này được (E.G.Camus & A.Camus) Asch. & Graebn. mô tả khoa học đầu tiên năm 1907.